# Afrika Museum
El Afrika Museum es un museo dedicado al arte africano y una de las mejores instituciones bátavas de esta materia. Situado en Berg en Dal en los Países Bajos, en el Limburgo neerlandés en la periferia de la ciudad de Nimega, la ciudad más antigua de los Países Bajos, es un complejo con zonas de exposición en salas y al aire libre, que abarca el arte, la cultura, la música, la fotografía, el vídeo y la arquitectura de África. Desde 2013 es el Nationaal Museum van Wereldculturen (Museo Nacional de las Culturas del Mundo), junto con el Museo de Etnología de Leiden y el Tropenmuseum de Ámsterdam.

## Colecciones
Además de exhibir esculturas históricas tradicionales, el museo pone de relieve el arte contemporáneo producido en África y en la diáspora a América del Norte y del Sur y el Caribe, en particular en las islas de Cuba, Haití y Curazao. Las colecciones contemporáneas actuales incluyen maquetas del kinois Kingelez, pinturas de los artistas congoleños Chéri Samba y Moké, y del artista franco-senegalés Iba N'Diaye.
La sección de religión y sociología presenta artefactos relacionados con el ciclo de la vida, la curación y la lucha contra el mal.
En el exterior, los visitantes pueden descubrir la arquitectura africana reconstruida, incluida una aldea Kusasi de Ghana, una aldea Dogón de Malí construida con arcilla y dos viviendas sobre pilotis del pueblo lacustre de Ganvié, una aldea Tofinu de Benín.

## Historia

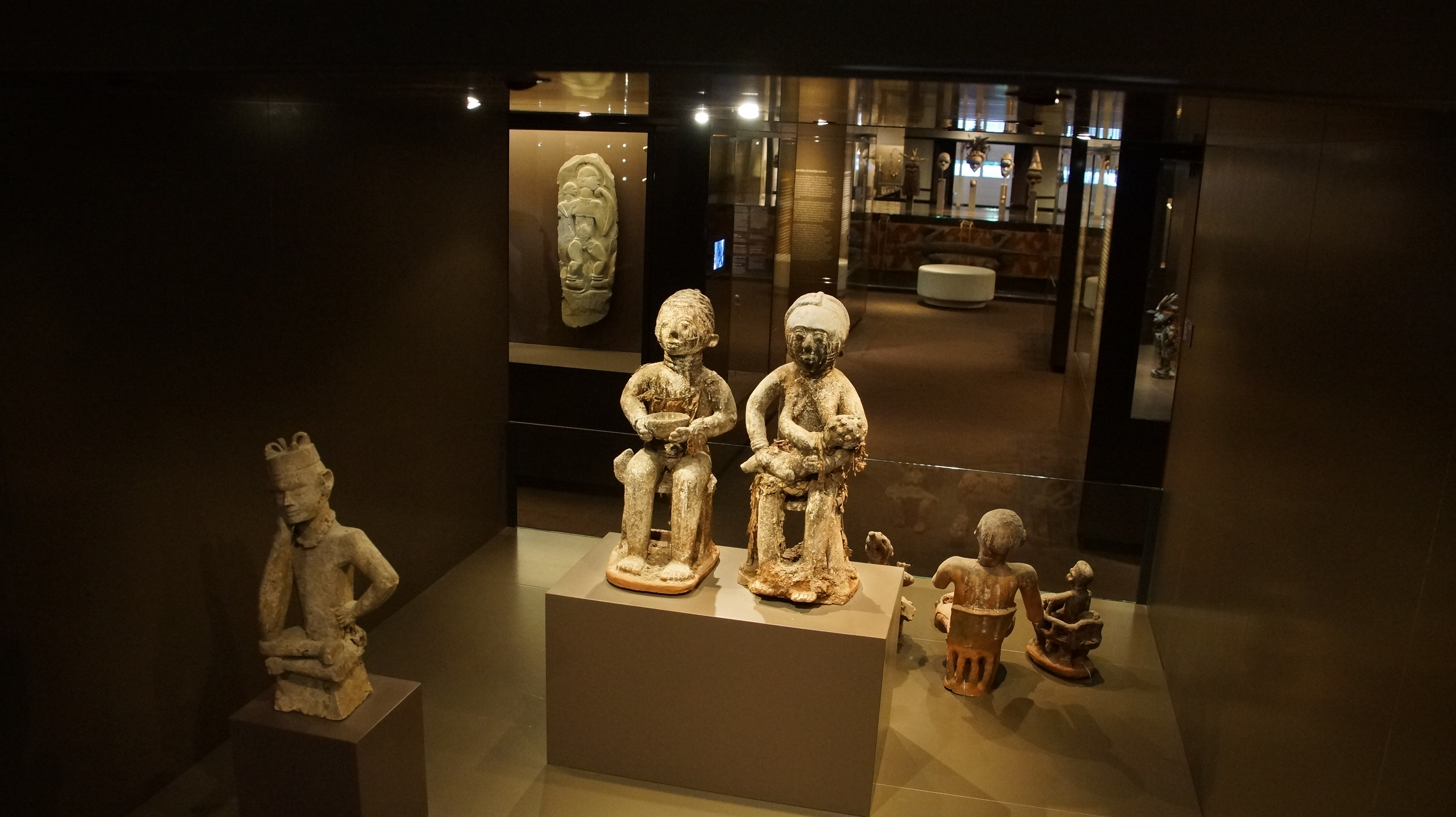
Diferentes personajes esculpidos.

El museo fue fundado en 1954 como un museo misionero, cinco años después de que la Congregación del Espíritu Santo adquiriera una propiedad, que se convertiría en un lugar de descanso para sus miembros. Su objetivo era rendir homenaje de esta manera a las culturas africanas que habían conocido durante más de cien años, en unos cincuenta países africanos, y aumentar el conocimiento de estas culturas en Europa. Mientras evangelizaban el África subsahariana, ocasionalmente habían obtenido objetos para exposiciones coloniales y recogido otros que eran a la vez pruebas de prácticas religiosas y de la vida cotidiana y que a veces estaban destinados a la venta en la tienda del museo.
El padre J.B. van Croonenburg tenía una profunda sensibilidad por las cualidades artísticas de la escultura africana y quería atraer a un público más amplio para que comprendiera la belleza y la riqueza de la cultura africana.
Varios sacerdotes admiraban la calidad de estos objetos culturales. Esto los llevó a abstenerse de quemar efigies y objetos de uso cotidiano, para preservarlos como testimonios. El padre Jan Vissers, por ejemplo, en la región de Cabinda se opuso a la destrucción de los objetos tradicionales del pueblo Woyo y reunió un grupo de tapas de cerámica con esculturas figurativas.
La colección creció a través de compras, donaciones y colecciones de campo de los sucesivos consevadores.
En 1987, el museo se amplió e inauguró su exposición al aire libre, que consta de varias aldeas africanas reconstruidas.

## Exposiciones en salas

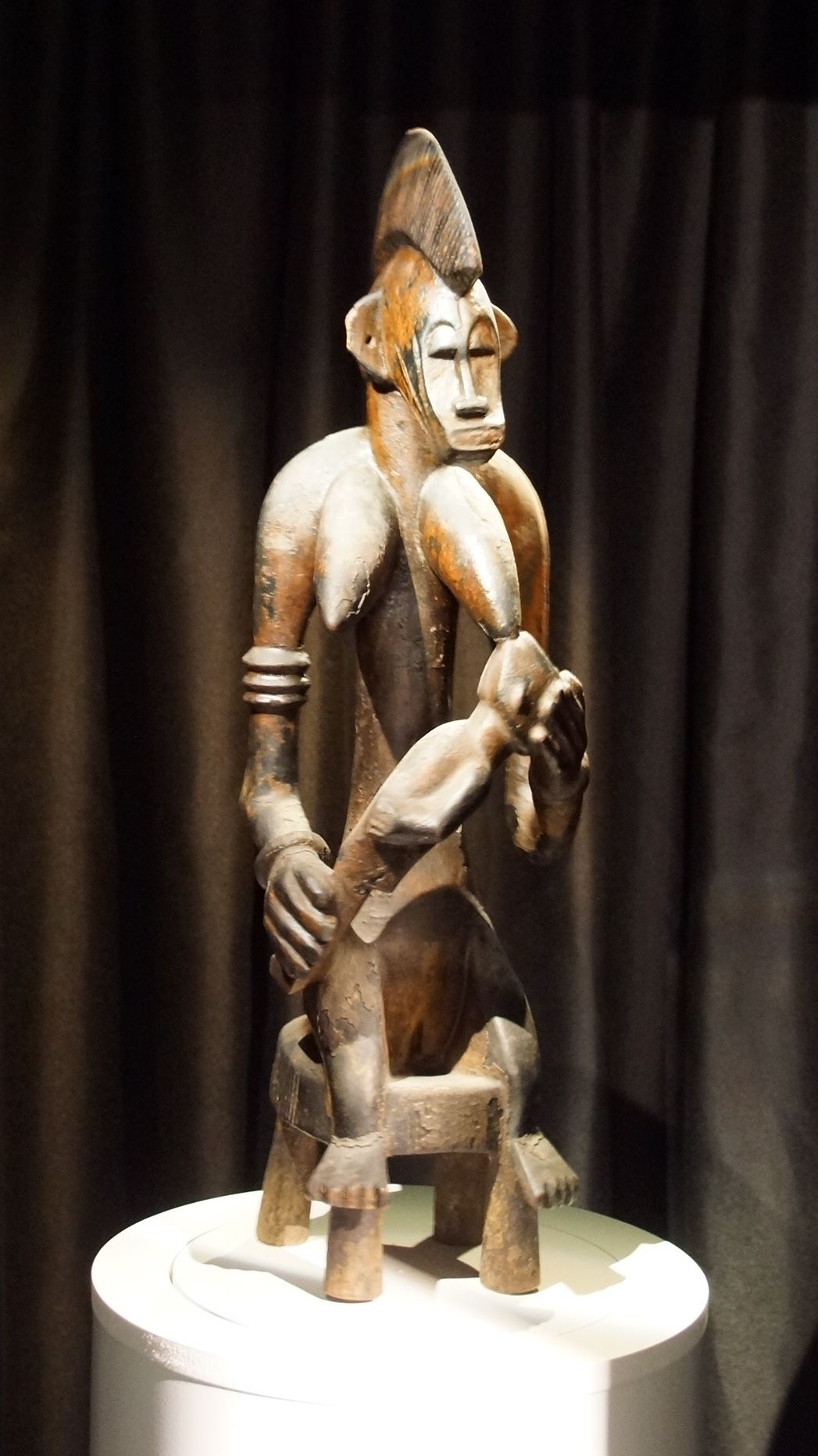
Escultura senufa, Costa de Marfil.
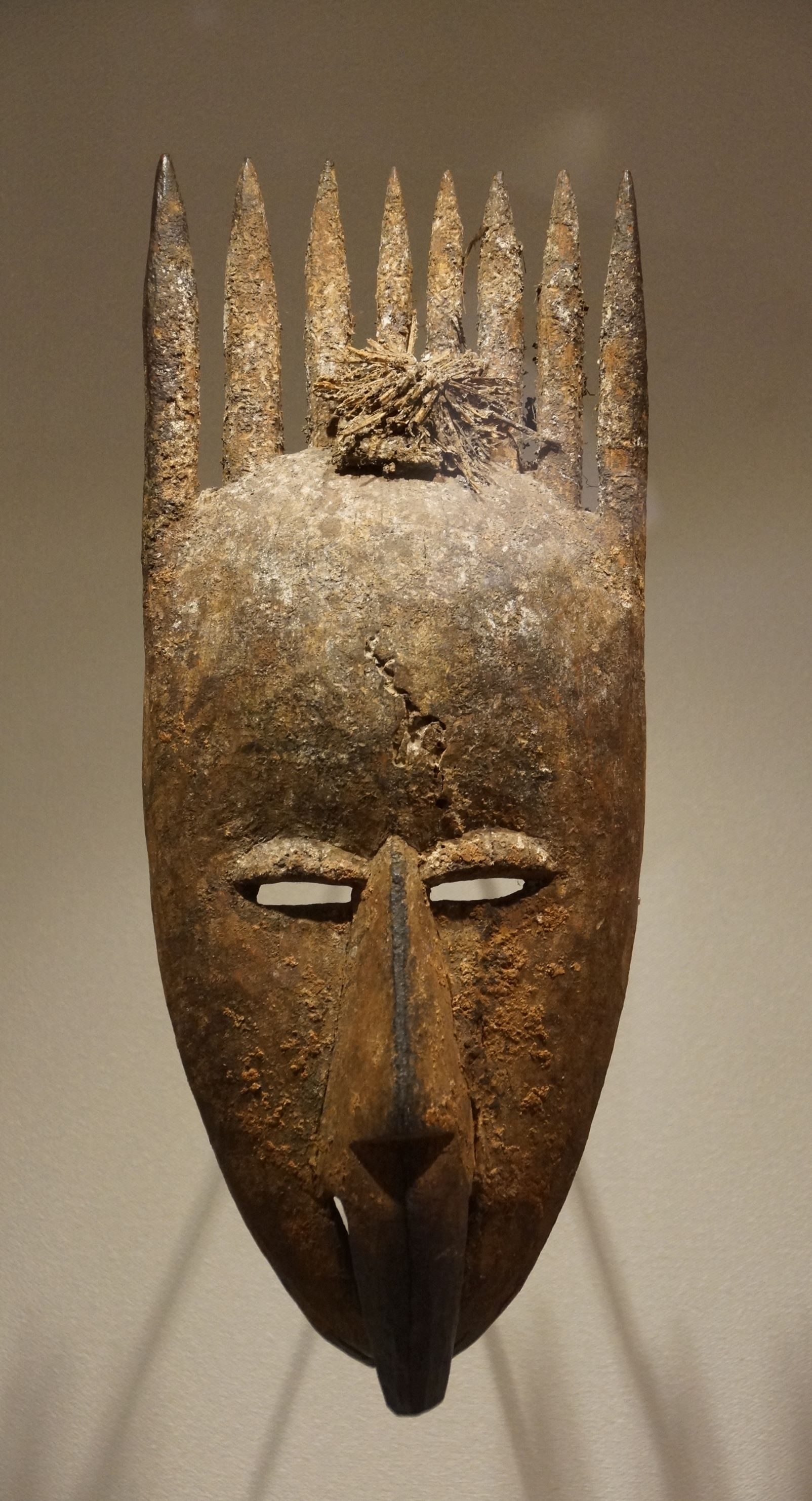
Máscara mahou, Costa de Marfil.
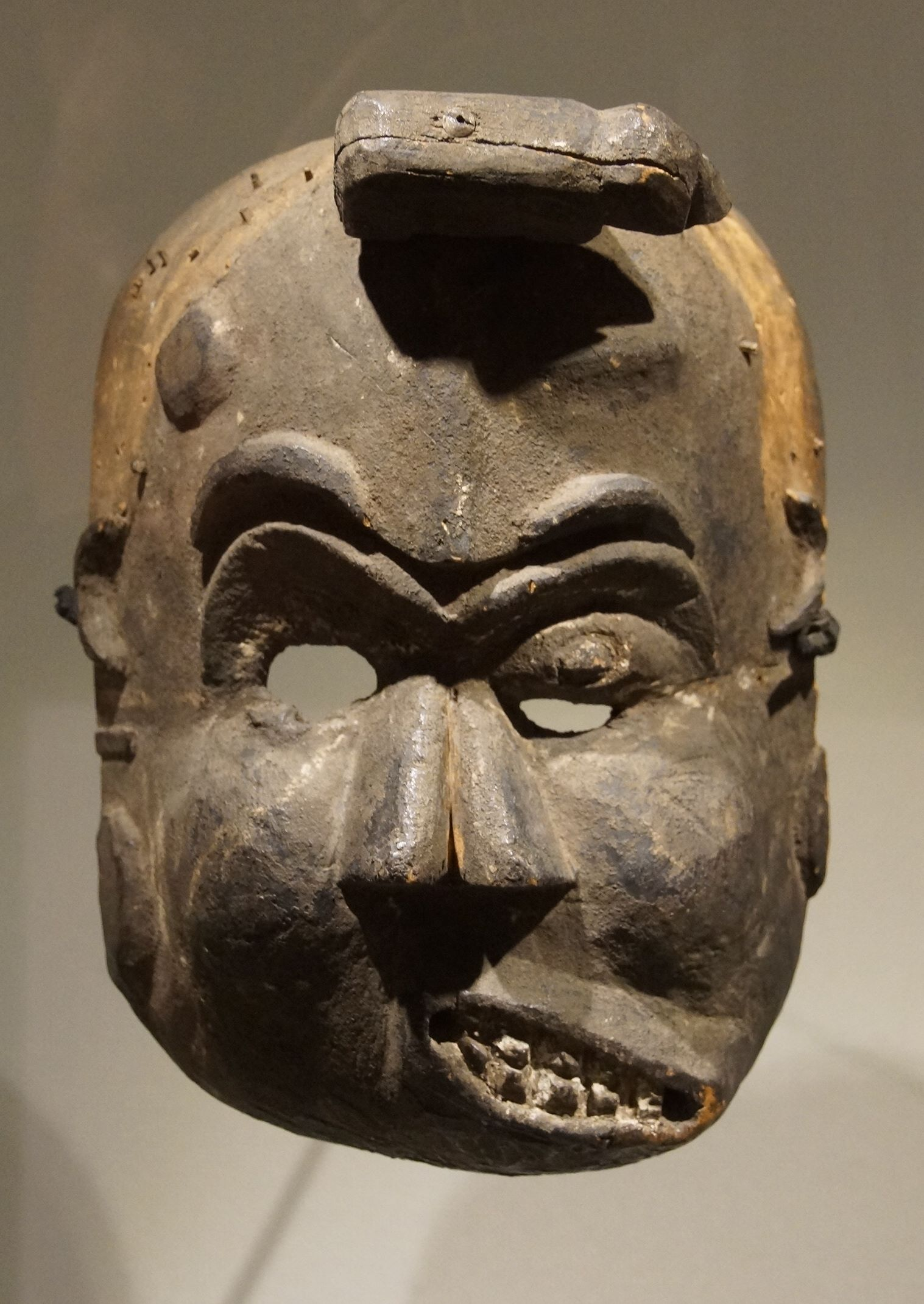
Máscara Ewé
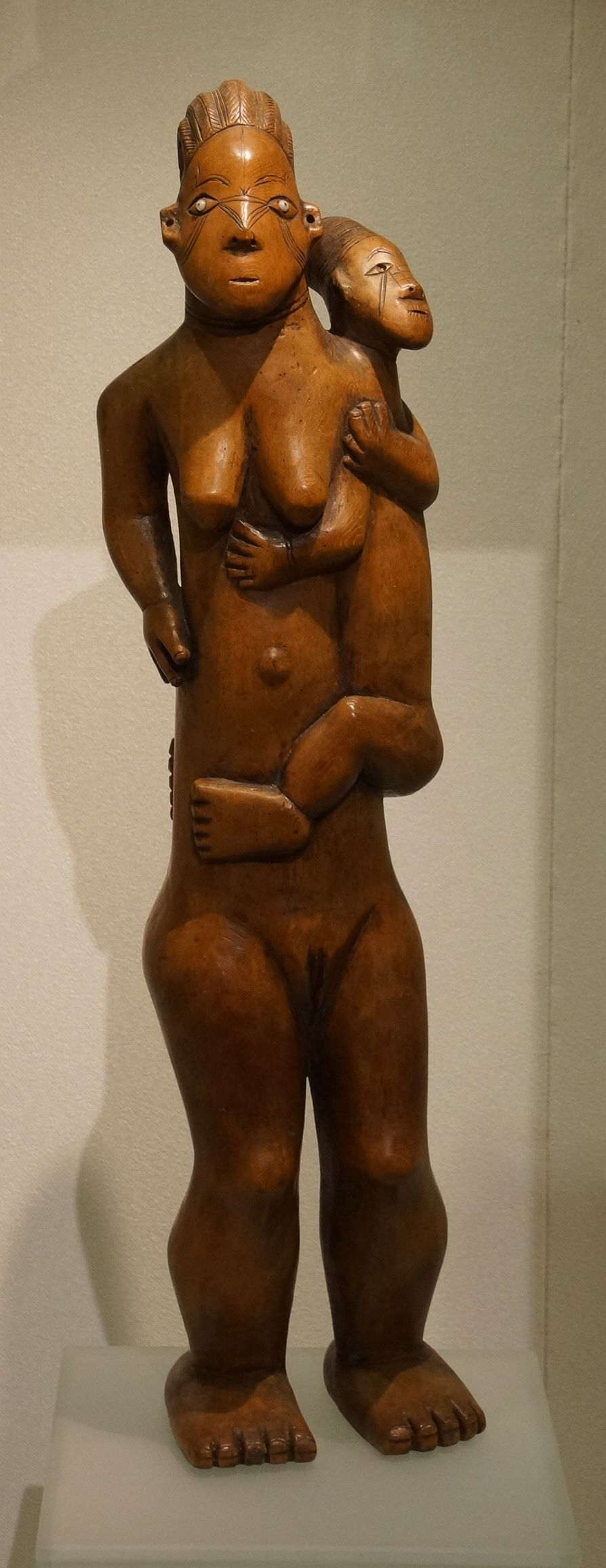
Maternidad mangbetu, R.ª Dem. Congo
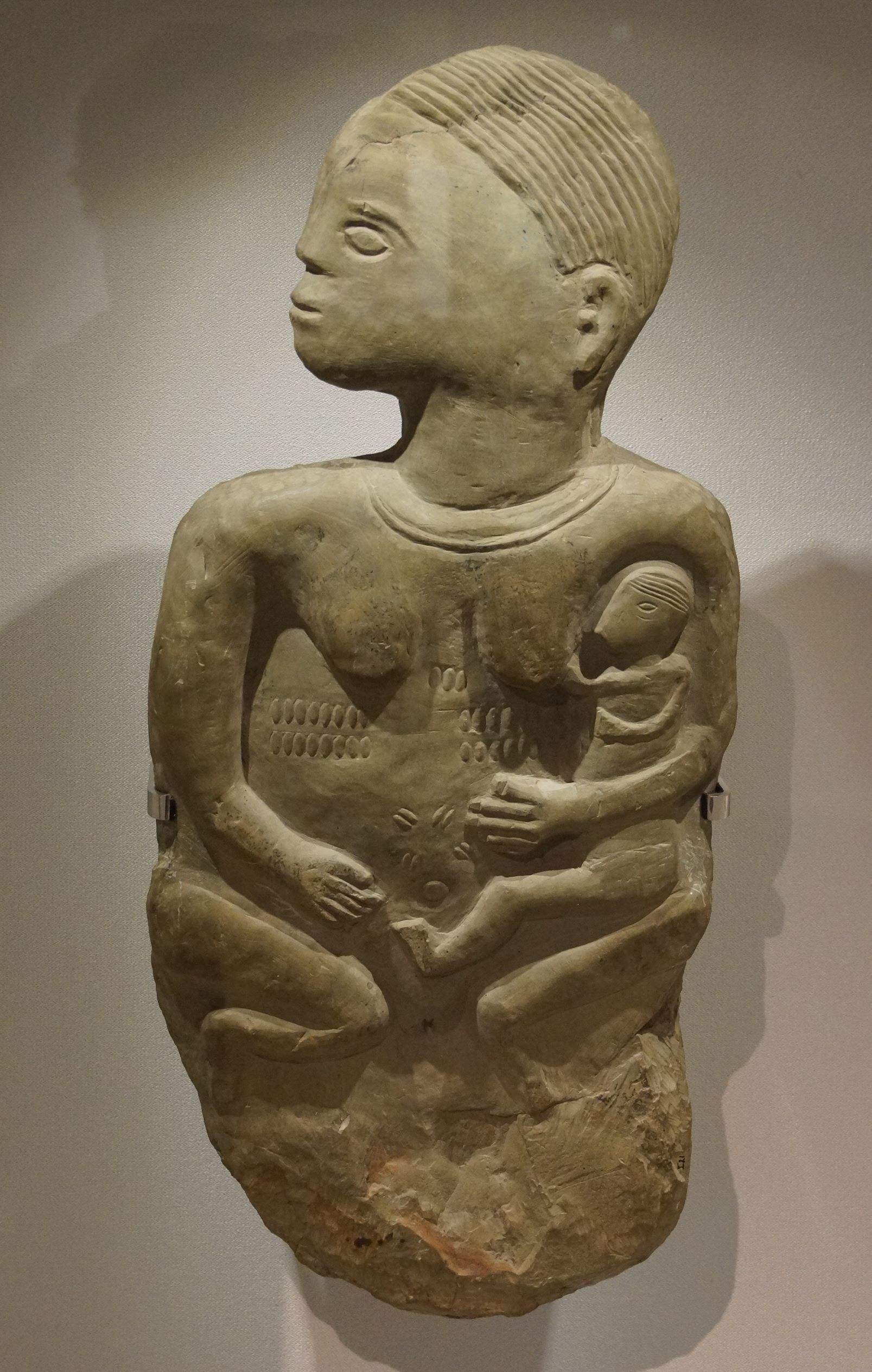
Lápida Mbamba, Angola.
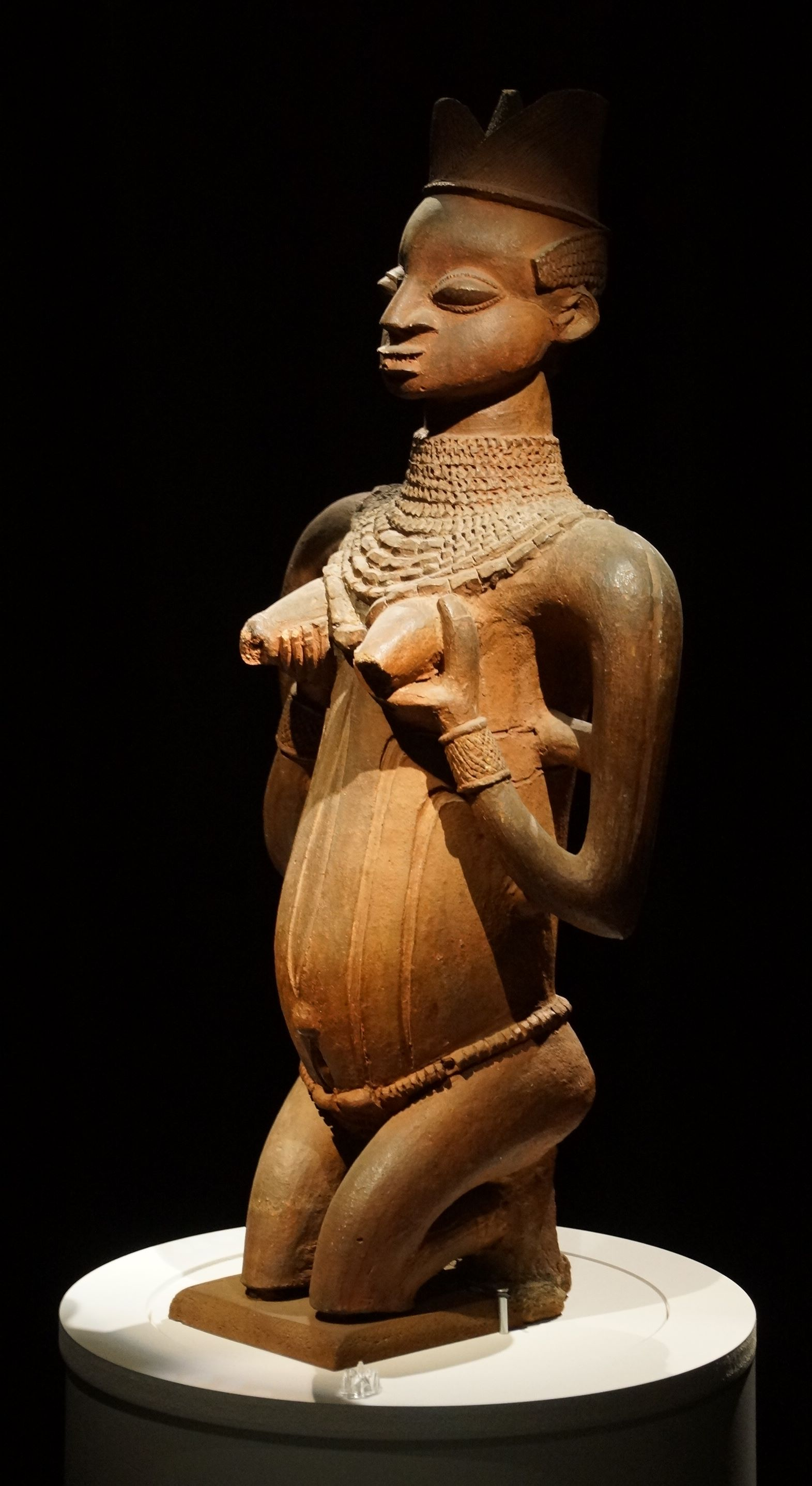
Escultura de madera.

## Exposición al aire libre
La idea de crear una aldea africana se abrió camino con el traslado al bosque en las afueras de la ciudad, así como con la compra a las autoridades de la Exposición Universal de 1958 en Bruselas de una cabaña congoleña, un gran tam-tam y dos piraguas.

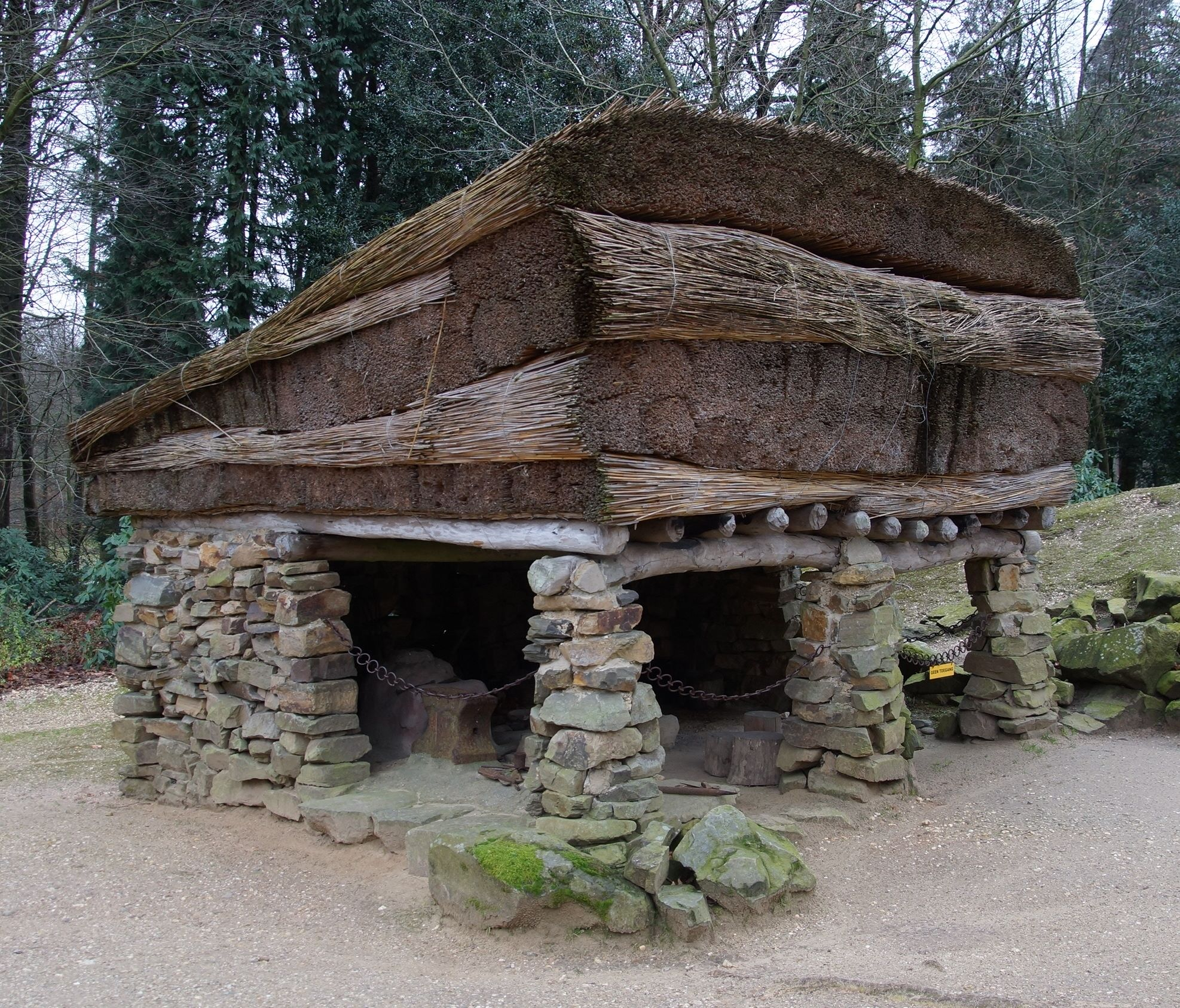
Casa dogona .
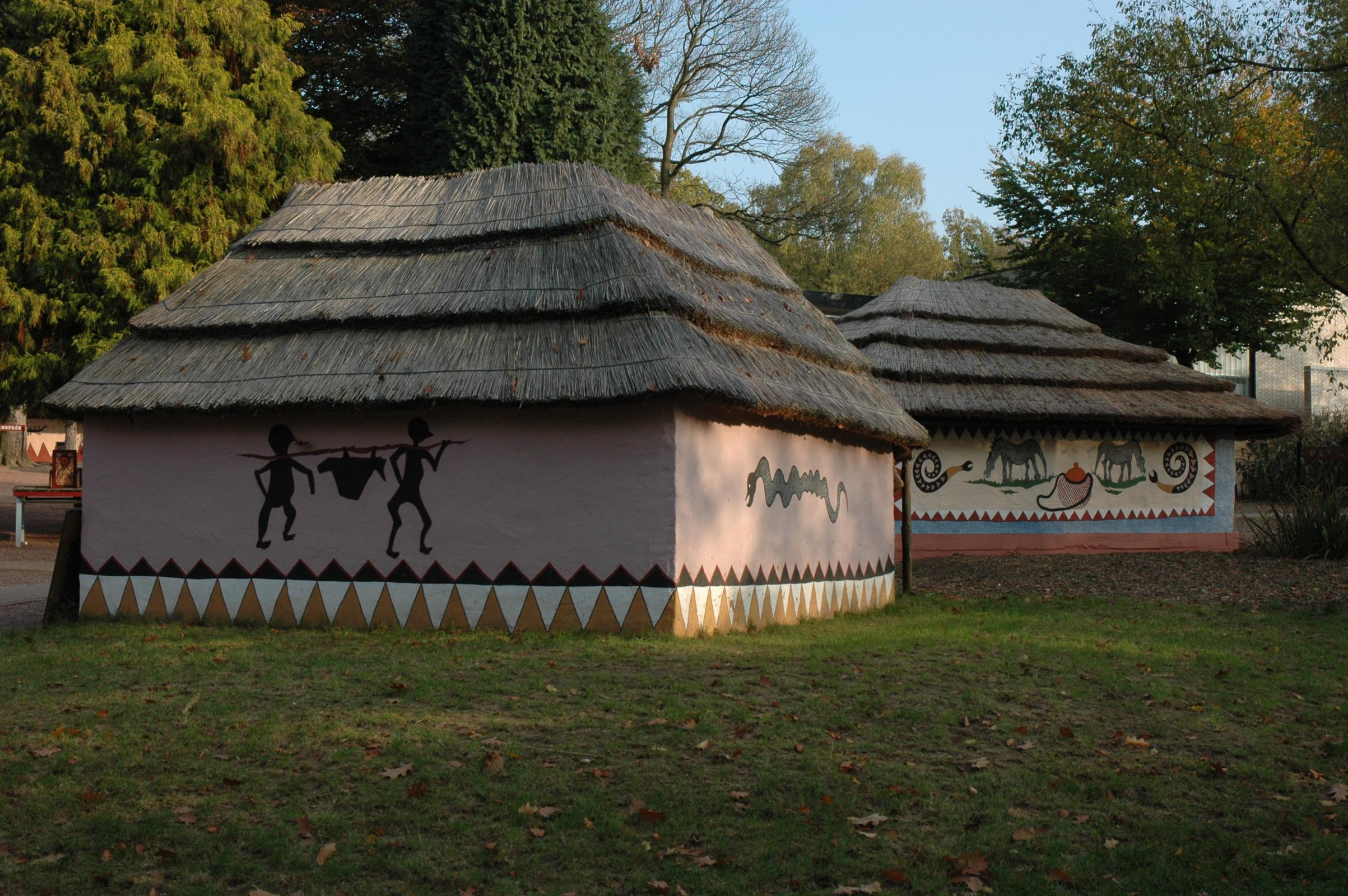
Casas con pinturas murales.
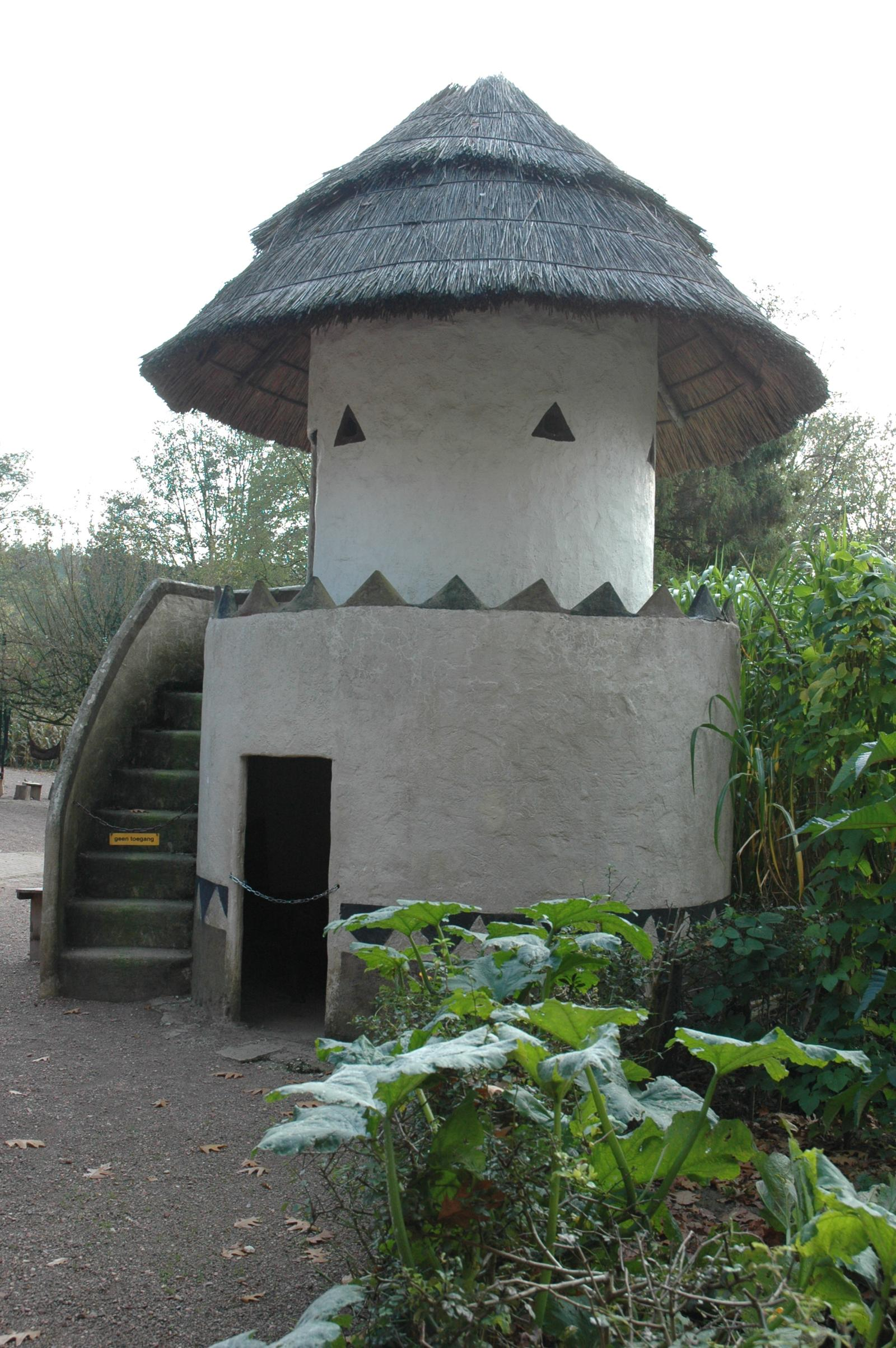
Torre.
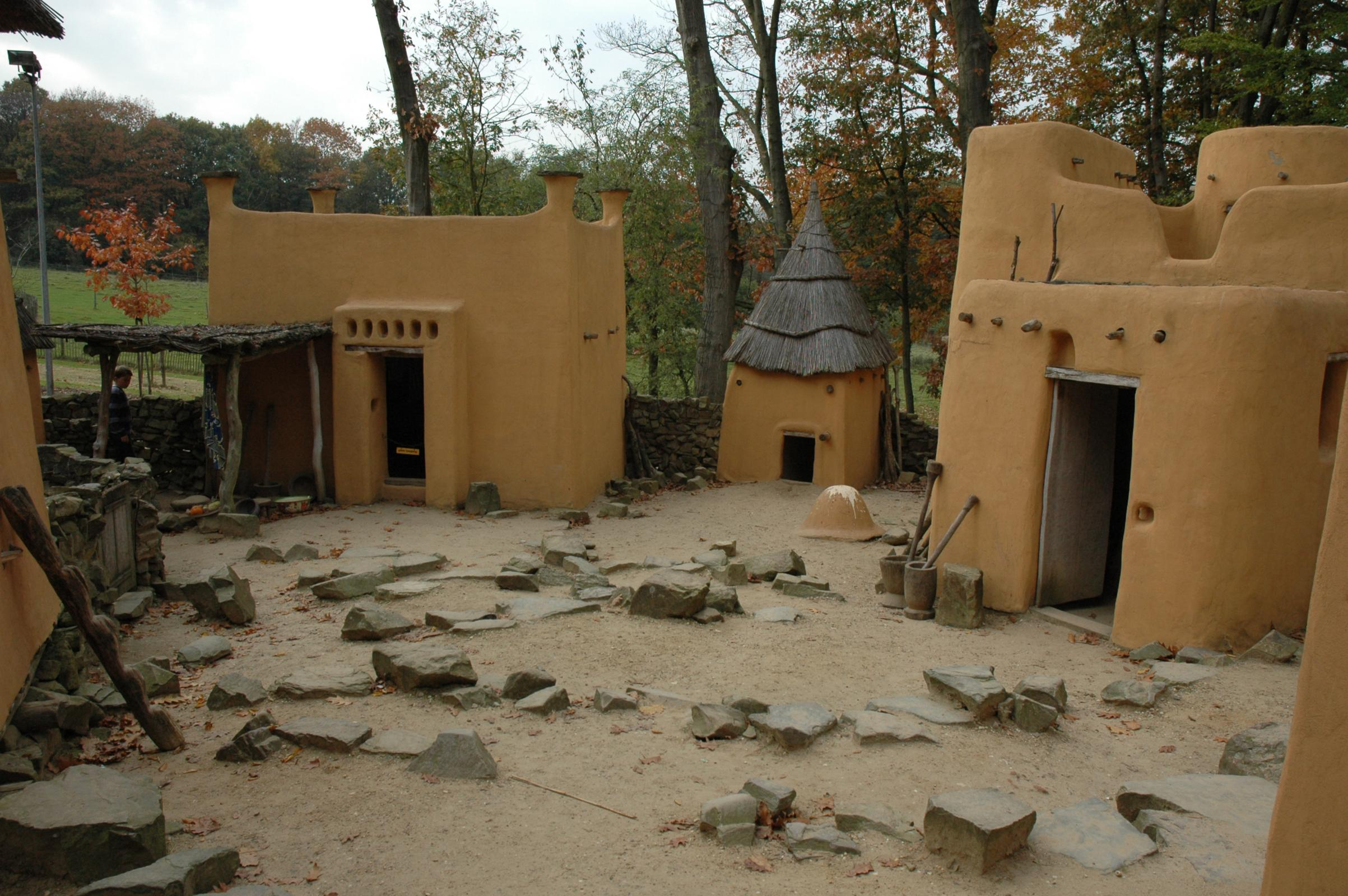
Aldea africana.
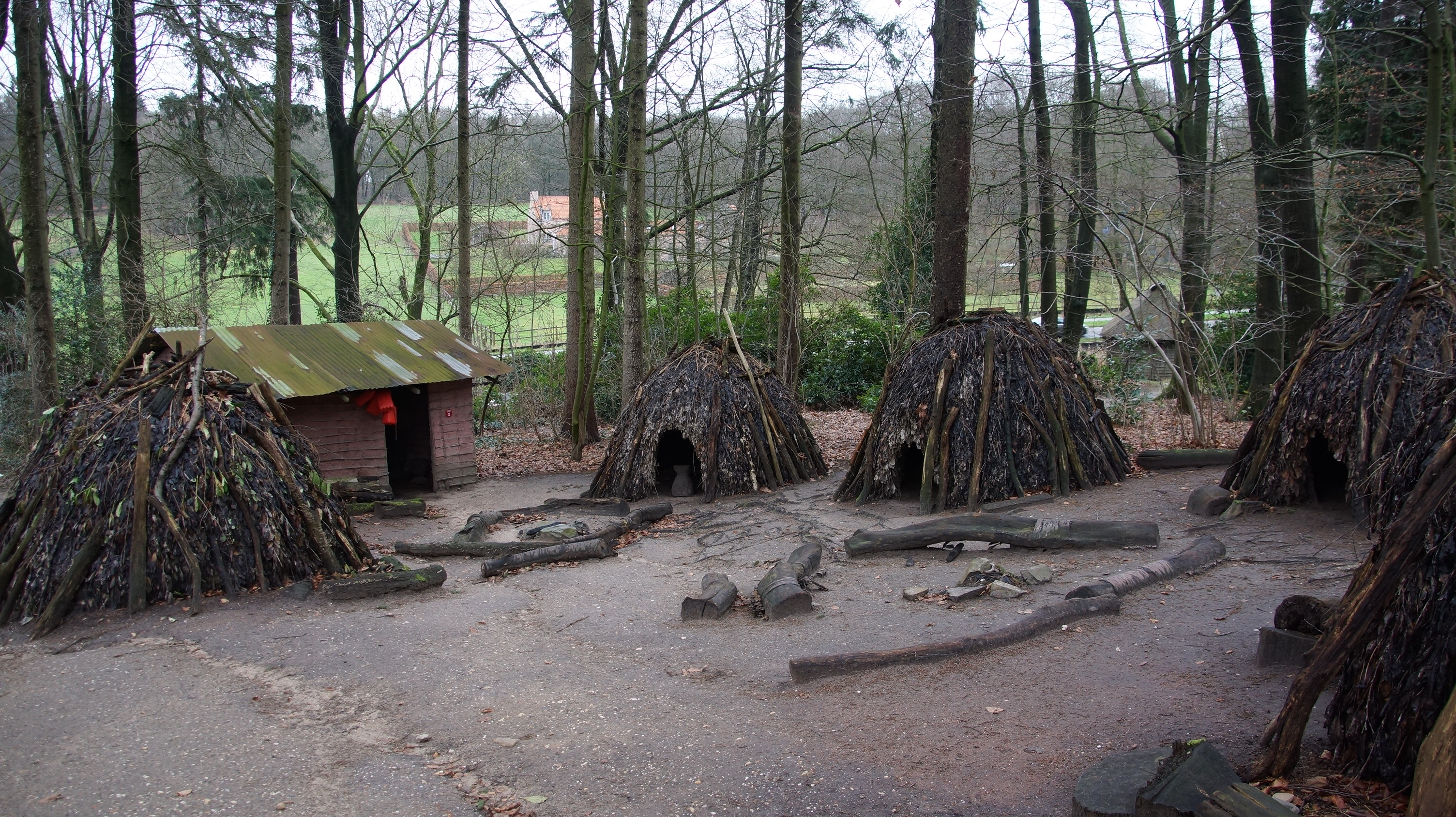
Aldea pigmea Baka.
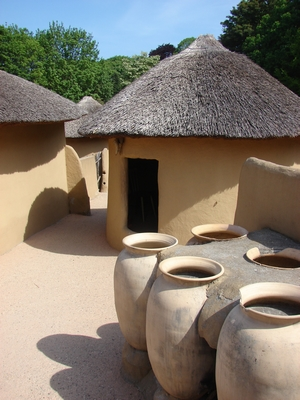
Arquitectura africana.